# Liga Popular Hanseática
La Liga Popular Hanseática (en alemán: Hanseatischer Volksbund) fue un partido político durante la República de Weimar originario de Lübeck. El partido fue fundado en 1926 y estaba formado por sectores de la clase media que se oponían a los socialdemócratas, en respuesta a la toma de posesión de la alcaldía de Lübeck por parte de los socialdemócratas. La Liga Popular Hanseática se proclamó a sí misma como un "punto de reunión para todos los votantes no marxistas, es decir, ni del SPD ni del KPD". El partido se alió con el Partido Popular Alemán.
En las elecciones al Landtag del 14 de noviembre de 1926, la Liga Popular Hanseática se convirtió en el partido más votado con 36 de los 80 escaños de la asamblea. En las elecciones al Landtag de 1929, el número de escaños se redujo a 29. En total, el partido había obtenido 27.881 votos (35,51% de los votos emitidos).
Tras las elecciones al Landtag de 1932, el partido apoyó al NSDAP (Partido Nazi) en la asamblea.